# Hard Disk 20
El Macintosh Hard Disk 20 fue el primer disco duro desarrollado por Apple Computer específicamente para su uso con el Macintosh 512K. Introducido el 17 de septiembre de 1985, era parte de la solución tan esperada de Apple para completar el Macintosh Office (un conjunto de hardware y software empresarial integrado) anunciado en enero de ese año. Pasaría más de un año antes de que Apple libere el software del servidor de archivos AppleShare que uniría todo el hardware. Para entonces, la interfaz SCSI introducida en el Macintosh Plus en enero de 1986, admitiría discos duros mucho más rápidos y eficientes, haciendo que el Hard Disk 20 sea prácticamente obsoleto.

## Características
El Hard Disk 20 (o HD20, como se le conocía coloquialmente) contenía un disco duro Rodime de 3,5" y 20 MB  que proporcionaba más de 50 veces el almacenamiento de datos de la unidad de disquete estándar de 400 kB. En el momento en que el tamaño de archivo promedio era de alrededor de 10-20 kB y debido a la gran cantidad de esos archivos que podía contener el HD20, el Macintosh File System original de Apple, que no permitía directorios, habría hecho que organizar esos archivos sea algo difícil de manejar. Por lo tanto, Apple lo presentó con una nueva actualización del System y del Finder que incluía el nuevo Hierarchical File System que permite al usuario organizar mejor los archivos en un volumen tan grande. Como resultado, solo el Macintosh 512K podía acceder a él; el Macintosh 128K original no tenía suficiente RAM para cargar el nuevo sistema de archivos. De hecho, incluso para que Macintosh 512K usara la unidad requería un archivo adicional en el System Folder de un disco de arranque especial que agregaba código adicional en la memoria durante el inicio. Una ingeniosa rutina de inicio también permitió que la Mac verificara la presencia de un archivo de sistema en el disco duro, lo cambiara y expulsara el disco de inicio. Desafortunadamente, el HD20 no se pudo usar como un disco de inicio directamente sin antes cargar el código desde la disquetera. Con el lanzamiento del Macintosh Plus y el Macintosh 512Ke, ambos con la ROM mejorada de 128 kB que contenía el código adicional, el HD20 finalmente podía usarse solo como disco de inicio.
Mientras que otros discos duros estaban disponibles en el mercado, el HD20 de Apple fue generalmente preferido principalmente porque Apple rompió sus propias reglas de desarrollo cuando lo ofrecieron. Originalmente, el Macintosh se diseñó con dos puerto serie que debían satisfacer todas las necesidades de expansión del usuario. También incluía un puerto de disquete dedicado para una disquetera externa. La mayoría de los discos duros que estaban disponibles en el mercado usaban el puerto serie más lento para transferir datos según las especificaciones de Apple. En cambio, Apple diseñó el HD20 para usar el puerto de disquete más rápido, lo que permitía al usuario conectar en cadena una unidad de disquete externa así como un HD20 adicional. Con pocas excepciones, esto junto con la compatibilidad total con el nuevo Hierarchical File System, le dio a Apple una ventaja instantánea sobre la competencia. Además, el HD20 tenía un conveniente diseño de «espacio cero» que encajaba con precisión debajo del Macintosh, simplemente elevándolo 7,6 cm, pero por lo demás no ocupaba más espacio en el escritorio.

### Especificaciones[6]
- Superficies de grabación: 2
- Capacidad: 20,7 MB (formateado)
- N° de cilindros : 610
- Número total de pistas: 1220
- Nº de Sectores por pista: 32
- Bytes por sector: 532 (formateado)
- Número total de bloques (datos): 38.964
- Bloques de repuesto: 76
- Tiempo de acceso: pista a pista 10 ms; promedio 50 ms; máximo 150 ms; latencia promedio 10,9 ms
- Velocidad de rotación: 45,73 revoluciones/segundo (2744 rpm) y un tiempo de acceso de 85 ms.[3]

## Historia
En 1985, el HD20 fue un paso importante para afirmar el Macintosh como una verdadera computadora de negocios y fue esperado con entusiasmo luego de su anuncio de abril. Hasta que Apple presentó un año después el Hard Disk 20SC, el primer disco SCSI que fabricaron, el HD20 era el único disco duro fabricado por Apple disponible para cualquier Macintosh excepto el Macintosh XL. El HD20 no era compatible con ninguna otra computadora Apple u otras plataformas.
Sin embargo, el diseño único del HD20 y su posición en el mercado quedaron rápidamente anticuados por el avance del estándar SCSI significativamente más rápido que también debutó con el Macintosh Plus en enero de 1986. Algunas empresas de terceros ofrecieron un kit de conversión SCSI que reemplazó la placa del controlador, preservando así la inversión del usuario en la costosa pero patentada unidad Rodime. Apple oficialmente eliminó el soporte para el HD20 con el System 6, además de omitir el código ROM necesario que comenzó con el Macintosh II. Las ventas del HD20 continuaron para apoyar al Macintosh 512Ke, que no tenía otras opciones de disco duro hasta que fue descontinuado a finales de 1987. Apple rápidamente abandonó el soporte para el HD20 en todas sus versiones de Mac más nuevas, solo para descubrir que muchos usuarios comerciales que actualizaban sus sistemas más antiguos necesitaban una forma de transferir datos desde las unidades no compatibles a las Mac más nuevas. Solo las Mac con tecnología heredada y puertos de disquete, que se eliminaron por completo de las computadoras Macintosh en 1991, pudieron continuar usando la tecnología anterior más lenta.
Fabricado en cantidades significativas durante casi dos años, el HD20 sigue siendo uno de los pocos discos duros supervivientes que puede utilizar un Macintosh 512K o 512Ke.